# Cincinnati Royals 1961-1962
La stagione 1961-62 dei Cincinnati Royals fu la 14ª nella NBA per la franchigia.
I Cincinnati Royals arrivarono secondi nella Western Division con un record di 43-37. Nei play-off persero la semifinale di division con i Detroit Pistons (3-1).

## Roster
| N° | Naz.                   | Ruolo | Sportivo        | Anno | Alt. | Peso |
| -- | ---------------------- | ----- | --------------- | ---- | ---- | ---- |
| 10 | Stati Uniti (bandiera) | G     | Adrian Smith    | 1936 | 185  | 82   |
| 11 | Stati Uniti (bandiera) | G     | Bucky Bockhorn  | 1933 | 193  | 91   |
| 13 | Stati Uniti (bandiera) | A     | Bob Boozer      | 1937 | 196  | 98   |
| 14 | Stati Uniti (bandiera) | GA    | Oscar Robertson | 1938 | 196  | 93   |
| 15 | Stati Uniti (bandiera) | AC    | Wayne Embry     | 1937 | 203  | 109  |
| 18 | Stati Uniti (bandiera) | G     | Dave Zeller     | 1939 | 185  | 79   |
| 21 | Stati Uniti (bandiera) | A     | Joe Buckhalter  | 1937 | 201  | 95   |
| 31 | Stati Uniti (bandiera) | GA    | Jack Twyman     | 1934 | 198  | 95   |
| 51 | Stati Uniti (bandiera) | AC    | Hub Reed        | 1936 | 206  | 98   |
| 61 | Stati Uniti (bandiera) | C     | Bevo Nordmann   | 1939 | 208  | 102  |
| 71 | Stati Uniti (bandiera) | GA    | Bob Wiesenhahn  | 1933 | 188  | 84   |

## Staff tecnico
- Allenatore: Charley Wolf